# Chamaegastrodia
Chamaegastrodia es un género de orquídeas diminutas con hábitos terrestres. Tiene tres especies. Es originaria de Asia desde Assam hasta Japón.

## Especies
- Chamaegastrodia inverta (W.W.Sm.) Seidenf.
- Chamaegastrodia shikokiana Makino & F.Maek. - especie tipo
- Chamaegastrodia vaginata (Hook.f.) Seidenf.